# Phyllachora bersamae
Phyllachora bersamae är en svampart som beskrevs av Lingelsh. 1907. Phyllachora bersamae ingår i släktet Phyllachora och familjen Phyllachoraceae.   Inga underarter finns listade i Catalogue of Life.